# زبان بودوخی
زبان بودوخی (انگلیسی: Budukh language) (Будад мез) زبانی ساموری از خانواده زبان‌های قفقازی شمال شرقی است که در بخش‌هایی از شهرستان قوبا در جمهوری آذربایجان صحبت می‌شود. این زبان توسط حدود ۲۰۰ نفر از تقریباً ۱۰۰۰ نفر از مردم بودوخ صحبت می‌شود.
بودوخ زبانی است که به شدت در معرض خطر انقراض است و توسط اطلس زبان‌های در خطر یونسکو به این عنوان طبقه‌بندی شده است.